# Station Virton

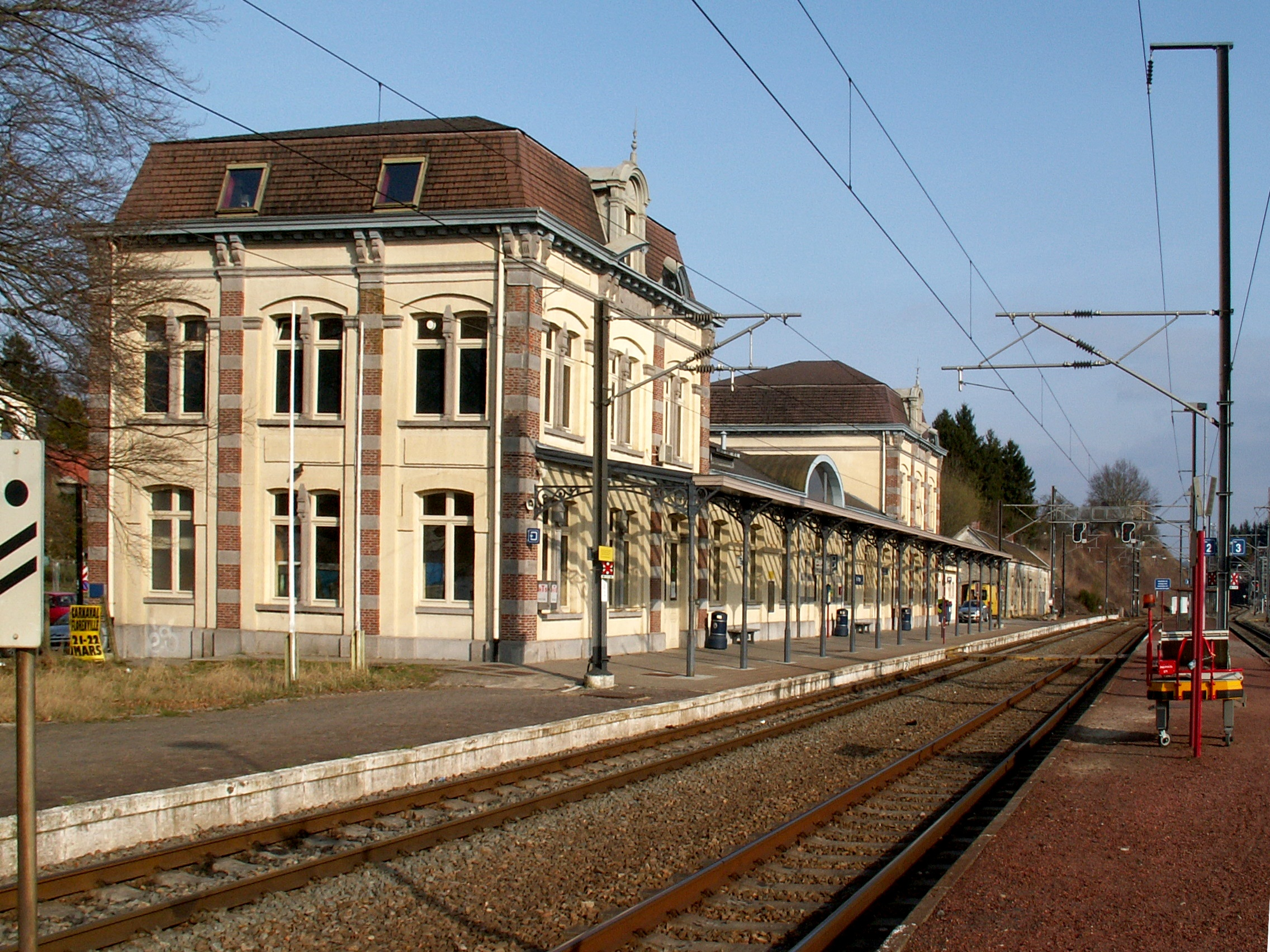
Station in 2009

Station Virton is een spoorwegstation langs spoorlijn 165 (Libramont-Virton-Athus) in de stad Virton in de provincie Luxemburg. Tussen 1984 en 2006 reden personentreinen vanuit Bertrix niet meer tussen Virton en Athus. Op vrijdag 26 juli 2019 reden de piekuurtreinen tussen Virton en Rodange voor het laatst, daar de Luxemburgse motorstellen van de reeks 2200 niet meer compatibel zijn met het GSM-R-netwerk van Infrabel zijn deze piekuurtreinen afgeschaft.
In 2021 sloten de loketten hun deuren. Sindsdien is het een stopplaats.

## Treindienst
| Serie              | Treinsoort          | Route                                                                                               | Bijzonderheden                                                           |
| ------------------ | ------------------- | --------------------------------------------------------------------------------------------------- | ------------------------------------------------------------------------ |
| L 5950             | L-trein (NMBS)      | Libramont – Bertrix – Virton – Aarlen                                                               |                                                                          |
| P 7180RE 7100      | Piekuurtrein (NMBS) | Virton – Rodange – Luxemburg                                                                        | Rijdt alleen op werkdagen.                                               |
| P 7620/8620RE 8600 | Piekuurtrein (NMBS) | [ Luxemburg – Virton ] / [ [ Aarlen – Virton – ] / [ Dinant – ] Libramont – [ Ciney ] ]             | Een rechtstreekse trein Aarlen - Libramont. Een trein Libramont - Ciney. |
| P 7665/7665        | Piekuurtrein (NMBS) | Libramont – [ Virton – ] / [ Marbehan – ] Aarlen                                                    | Rijdt alleen op werkdagen.                                               |
| P 7680/8680RE 8650 | Piekuurtrein (NMBS) | [ Bertrix – Dinant ] / [ Libramont – [ Virton – ] / [ Marbehan – ] Aarlen ] / [ Athus – Luxemburg ] | Een trein Aarlen - Virton - Libramont. Een trein Athus - Luxemburg.      |

## Reizigerstellingen
De grafiek en tabel geven het gemiddeld aantal instappende reizigers weer op een week-, zater- en zondag.
| Tabel: aantal instappende reizigers station Virton | Tabel: aantal instappende reizigers station Virton | Tabel: aantal instappende reizigers station Virton | Tabel: aantal instappende reizigers station Virton |
|                                                    | Weekdag                                            | Zaterdag                                           | Zondag                                             |
| -------------------------------------------------- | -------------------------------------------------- | -------------------------------------------------- | -------------------------------------------------- |
| 1977                                               | 182                                                | 37                                                 | 67                                                 |
| 1978                                               | 208                                                | 58                                                 | 46                                                 |
| 1979                                               | 162                                                | 50                                                 | 70                                                 |
| 1980                                               | 226                                                | 73                                                 | 45                                                 |
| 1981                                               | 198                                                | 52                                                 | 55                                                 |
| 1982                                               | 191                                                | 60                                                 | 61                                                 |
| 1983                                               | 204                                                | 62                                                 | 66                                                 |
| 1984                                               | 163                                                | 55                                                 | 180                                                |
| 1985                                               | 153                                                | 67                                                 | 132                                                |
| 1986                                               | 253                                                | 73                                                 | 143                                                |
| 1987                                               | 189                                                | 85                                                 | 135                                                |
| 1988                                               | 243                                                | 73                                                 | 200                                                |
| 1989                                               | 202                                                | 83                                                 | 158                                                |
| 1990                                               | 449                                                | 170                                                | 273                                                |
| 1991                                               | 223                                                | 115                                                | 123                                                |
| 1992                                               | 279                                                | 103                                                | 138                                                |
| 1993                                               | 192                                                | 67                                                 | 123                                                |
| 1994                                               | 252                                                | 109                                                | 144                                                |
| 1995                                               | 219                                                | 75                                                 | 96                                                 |
| 1996                                               | 231                                                | 104                                                | 116                                                |
| 1997                                               | 256                                                | 101                                                | 133                                                |
| 1998                                               | 210                                                | 89                                                 | 132                                                |
| 1999                                               | 122                                                | 68                                                 | 58                                                 |
| 2000                                               | 160                                                | 52                                                 | 76                                                 |
| 2001                                               | 176                                                | 51                                                 | 78                                                 |
| 2002                                               | 182                                                | 66                                                 | 66                                                 |
| 2003                                               | 169                                                | 78                                                 | 96                                                 |
| 2004                                               | 186                                                | 70                                                 | 154                                                |
| 2005                                               | 244                                                | 96                                                 | 172                                                |
| 2006                                               | 261                                                | 117                                                | 239                                                |
| 2007                                               | 481                                                | 82                                                 | 177                                                |
| 2008                                               | -                                                  | -                                                  | -                                                  |
| 2009                                               | 456                                                | 80                                                 | 152                                                |
| 2010                                               | -                                                  | -                                                  | -                                                  |
| 2011                                               | -                                                  | -                                                  | -                                                  |
| 2012                                               | 446                                                | 112                                                | 264                                                |
| 2013                                               | 468                                                | 101                                                | 196                                                |
| 2014                                               | 497                                                | 89                                                 | 246                                                |
| 2015                                               | 356                                                | 75                                                 | 182                                                |
| 2016                                               | 372                                                | 73                                                 | 139                                                |
| 2017                                               | 357                                                | 55                                                 | 153                                                |
| 2018                                               | 385                                                | 68                                                 | 149                                                |
| 2019                                               | 353                                                | 85                                                 | 206                                                |
| 2020                                               | 257                                                | 52                                                 | 113                                                |
| 2021                                               | -                                                  | -                                                  | -                                                  |
| 2022                                               | 364                                                | 104                                                | 169                                                |
| 2023                                               | 358                                                | 129                                                | 230                                                |
| 2024                                               | 341                                                | 94                                                 | 117                                                |

0,0: Marbehan ·
3,1: Villers-sur-Semois ·
6,1: Sainte-Marie ·
11,4: Croix-Rouge ·
13,5: Buzenol ·
19,5: Ethe ·
21,2: Belmont ·
22,6: Pierrard-École ·
23,9: Virton-Ville ·
25,5: Virton ·
27,5: Dampicourt ·
31,2: Lamorteau
0,0: Libramont ·
2,5: Recogne ·
3,8: Neuvillers ·
7,5: Rossart ·
12,2: Bertrix ·
16,1: Orgéo ·
17,6: Saint-Médard ·
20,6: Straimont ·
25,5: Les Épioux ·
30,7: Lacuisine ·
32,5: Florenville ·
36,2: Pin ·
37,7: Izel ·
40,0: Jamoigne ·
43,5: Saint-Vincent-Bellefontaine ·
46,9: Lahage ·
50,8: Meix-devant-Virton ·
53,5: Houdrigny ·
57,2: Virton ·
59,6: Chenois-Latour ·
62,9: Latour ·
63,7: Ruette ·
65,1: Saint-Remy ·
67,6: Signeulx ·
70,1: Baranzy ·
72,0: Musson ·
74,6: Halanzy ·
78,9: Aubange ·
81,9: Athus